# فضل شاکر
فضل عبدالرحمن شاکر شمندر معروف به فضل شاکر (زادهٔ ۱۱ آوریل ۱۹۶۹) در صیدا، لبنان خواننده مشهور موسیقی پاپ لبنان است. او در کودکی عاشق ماهیگیری، نواختن پیانو و گوش دادن به موسیقی‌های قدیمی بود. وی طی ۱۵ سال فعالیت خود ۱۱ آلبوم و ۲۱ تک آهنگ اجرا و منتشر کرد و محبوبیت زیادی در بین کشورهای عربی کسب نمود. او در سن ۲۰ سالگی با «نادیا» که فلسطینی تبار بود ازدواج کرد و سه فرزند دارد.